# 아라이 히로시 (기업인)
아라이 히로시(일본어: 新井 裕, 1929년 11월 6일 ~ 2018년 8월 18일)는 일본의 기업인으로, 군마현 출신이며, 오리엔트 코퍼레이션의 사장을 맡았다.